# Руденок, Алексей Викторович
Алексей Викторович Руденок (бел. Аляксей Віктаравіч Рудзянок; 25 февраля 1993, Столбцы, Белоруссия) — белорусский футболист, нападающий.

## Клубная карьера
Воспитанник столбцовской ДЮСШ, где занимался у Андрея Ивановича Миколаевича. Первый клуб — «Городея», куда Руденок попал в 17-летнем возрасте. Провел там два сезона и забил 7 мячей. Также играл за «Речицу», «Колос», «Клецк» и «Крумкачы».
В 2012—2013 годах выступал за «Ислочь». В первый же сезон, когда клуб играл во второй лиге, форвард стал лучшим бомбардиром команды, отличившись 10 раз. В 2013 году в составе «волков» ездил в Италию на Кубок регионов УЕФА и помог завоевать бронзовые медали.
В 2017 году в первой лиге забил 14 голов в 30 матчах. В первом круге выступал за родной «Неман-Агро», а вторую половину чемпионата — в «Сморгони». В конце года подписал двухлетний контракт с «Ислочью». В 2018 году провел полноценный сезон в элитном дивизионе. В выездном матче 25 тура против «Смолевичей» забил победный гол. В сезоне 2019 стал реже появляться на поле (четыре раза вышел на замену в чемпионате Белоруссии и трижды в Кубке Белоруссии), чаще играл за дубль.
В июле 2019 года по соглашению сторон покинул «Ислочь» и вскоре пополнил состав минского клуба «Крумкачи», где стал играть преимущественно в стартовом составе. В январе 2020 года покинул команду.
В августе 2020 года был дисквалифицирован на два года по делу о договорных матчах.

## Достижения

### Командные
Ислочь
- Бронзовый призёр Кубка регионов УЕФА: 2013[англ.]